# 新疆奔蛛
新疆奔蛛（学名：Berlandina xinjiangensis）为平腹蛛科奔蛛属的动物。在中国大陆，分布于新疆等地，多见于灌木丛的石隙间。其生存的海拔上限为900米。该物种的模式产地在新疆。